# 崖藤
崖藤（学名：Albertisia laurifolia）为防己科崖藤属下的一个种。